# Johnstown (Wyoming)
Johnstown é uma Região censo-designada localizada no estado norte-americano de Wyoming, no Condado de Fremont.

## Demografia
Segundo o censo norte-americano de 2000, a sua população era de 236 habitantes.

## Geografia
De acordo com o United States Census Bureau tem uma área de
83,3 km², dos quais 81,5 km² cobertos por terra e 1,8 km² cobertos por água.

## Localidades na vizinhança
O diagrama seguinte representa as localidades num raio de 68 km ao redor de Johnstown.